# Koszykówka na Letniej Uniwersjadzie 1999
Koszykówka na Letniej Uniwersjadzie 1999 – zawody koszykarskie rozgrywane podczas Letniej Uniwersjady 1999 w Palma de Mallorca. W programie znalazły się dwie konkurencje – turniej kobiet i mężczyzn.
Złoty medal w turnieju kobiet zdobyła reprezentacja Hiszpanii, srebrny Stanów Zjednoczonych, a brązowy Rosji. W turnieju mężczyzn najlepsze okazały się, Stany Zjednoczone, które wyprzedziły Jugosławię. Trzecią pozycję zajęła Hiszpania.

## Klasyfikacje medalowe

### Wyniki konkurencji
| Konkurencja:     | 1. miejsce        | 2. miejsce        | 3. miejsce |
| Turniej kobiet   | Hiszpania         | Stany Zjednoczone | Rosja      |
| Turniej mężczyzn | Stany Zjednoczone | Jugosławia        | Hiszpania  |

### Klasyfikacja medalowa państw
| Nr | Państwo           |   |   |   | Ogółem |
| -- | ----------------- | - | - | - | ------ |
| 1. | Stany Zjednoczone | 1 | 1 | 0 | 2      |
| 2. | Hiszpania         | 0 | 1 | 1 | 2      |
| 3. | Jugosławia        | 0 | 1 | 0 | 1      |
| 4. | Rosja             | 0 | 0 | 1 | 1      |